# Luis Aragonés
Luis Aragonés Suárez (Hortaleza, 28 juli 1938 – Madrid, 1 februari 2014) was een Spaans voetbaltrainer en voetballer. Zowel als voetballer als trainer was Aragonés werkzaam bij Atlético Madrid. In 2004 werd hij aangesteld als bondscoach van het Spaans voetbalelftal. De bijnaam van Aragónes luidt El Sabio de la Hortaleza (De Wijze Man van Hortaleza).

## Loopbaan als voetballer
Luis Aragónes speelde in zijn actieve loopbaan als aanvaller. Hij begon zijn carrière als profvoetballer in 1957 bij Getafe CF. In 1958 vertrok hij naar Recreativo Huelva, waar hij slechts één seizoen bleef. Ook bij Hércules CF en Real Oviedo speelde Aragónes slechts één jaar. Na drie seizoenen bij Real Betis (1961-1964) kwam Aragónes bij Atlético Madrid terecht. Hij werd met de club driemaal landskampioen (1966, 1970, 1973) en er werden twee bekers (1965, 1972) gewonnen. In het seizoen 1969-1970 werd Aragónes met 16 doelpunten topscorer van de Primera División. Na tien seizoenen beëindigde hij uiteindelijk in 1974 bij de Madrileense club zijn carrière als profvoetballer. Hij speelde in totaal 360 competitiewedstrijden, waarin hij 160 doelpunten maakte. Bovendien speelde de Spanjaard elf keer in het nationale elftal.

## Loopbaan als coach
Nadat Aragónes in 1974 zijn loopbaan als profvoetballer had beëindigd, kon hij bij Atlético direct aan de slag als coach. In totaal zou de Spanjaard vier perioden de Madrileense club coachen: van 1974 tot 1980, van 1982 tot 1987, van 1991 tot 1993 en van 2002 tot 2003. Onder zijn bewind won Atlético één keer de Spaanse titel (1977) en drie bekers (1976, 1985, 1992). Verder was Aragónes actief als coach bij Real Betis (1981-1982), FC Barcelona (1987-1988), RCD Espanyol (1990-1991), Sevilla FC (1993-1995), Valencia CF (1995-1997), opnieuw Real Betis Balompié (1997-1998), Real Oviedo (1999-2000) en twee perioden Real Mallorca (2000-2001 en 2003-2004).
In augustus 2004 werd Aragónes aangesteld als coach van het Spaans nationaal elftal. Hij weigerde Raúl González Blanco op te nemen in zijn selectie voor het EK 2008, alhoewel Raúl dat seizoen 18 doelpunten gemaakt had in de Primera Division. In 2008 werd hij met het Spaanse nationale elftal Europees kampioen. Spanje versloeg in de finale Duitsland met 1-0.
In juni 2008 werd bekend dat Aragónes een tweejarig contract had getekend bij het Turkse Fenerbahçe. Op 14 mei 2009 is hij door tegenvallende resultaten uiteindelijk ontslagen.
Hij overleed op 1 februari 2014 in een ziekenhuis in Madrid op 75-jarige leeftijd.

## Erelijst
Als speler
 Atlético Madrid
- La Liga: 1965/66, 1969/70, 1972/73
- Copa del Rey: 1964/65, 1971/72

Als trainer
 Atlético Madrid
- La Liga: 1976/77
- Copa del Rey: 1975/76, 1984/85, 1991/92
- Supercopa de España: 1985
- Segunda División: 2001–02
- Wereldbeker voor clubteams: 1974

 FC Barcelona
- Copa del Rey: 1987/88

 Spanje
- UEFA EK: 2008

Individueel
- IFFHS Beste Nationale Trainer van de Wereld: 2008